# 葭川公園駅

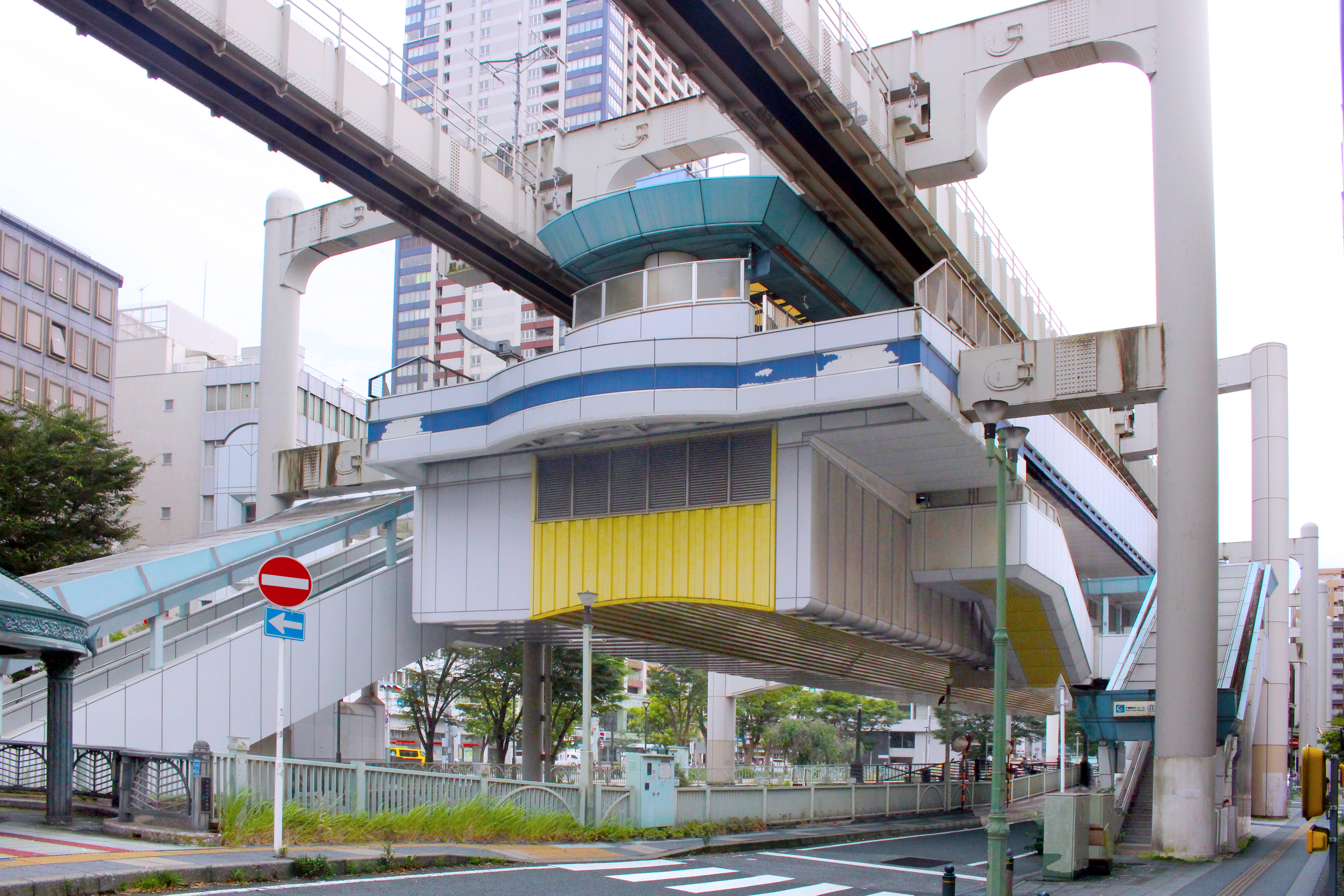
西側出入口（2024年7月）

駅舎南側（2011年10月）

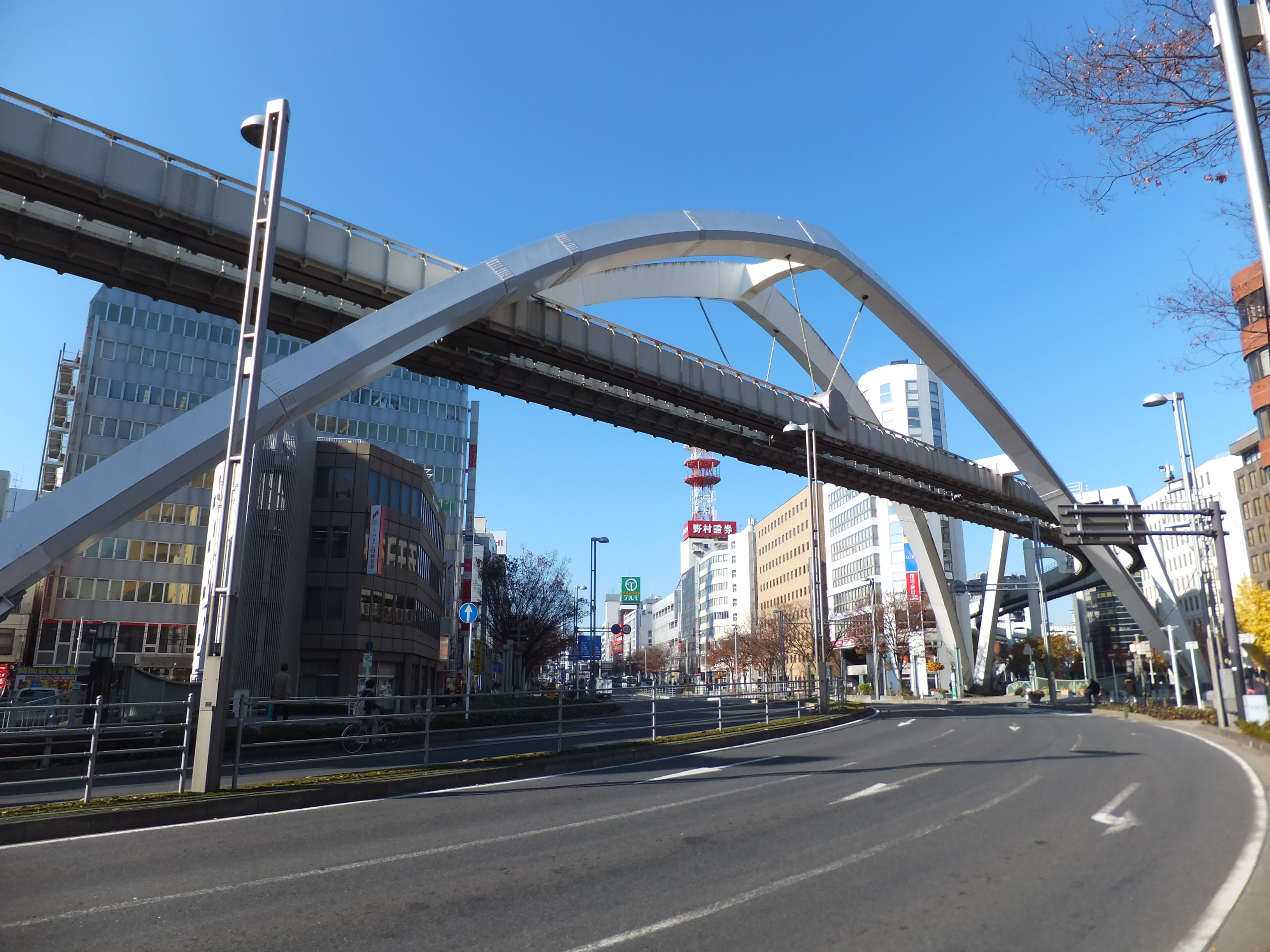
1号線千葉セントラルアーチ（2011年12月）

葭川公園駅（よしかわこうえんえき）は、千葉県千葉市中央区中央二丁目にある、千葉都市モノレール1号線の駅である。駅番号はCM17。

## 歴史
- 1999年（平成11年）3月24日 - 開業[2]。
- 2009年（平成21年）3月14日 - ICカード「PASMO」の利用が可能となる[3][2]。

## 駅構造
島式1面2線ホームを持つ高架駅で、無人駅である。

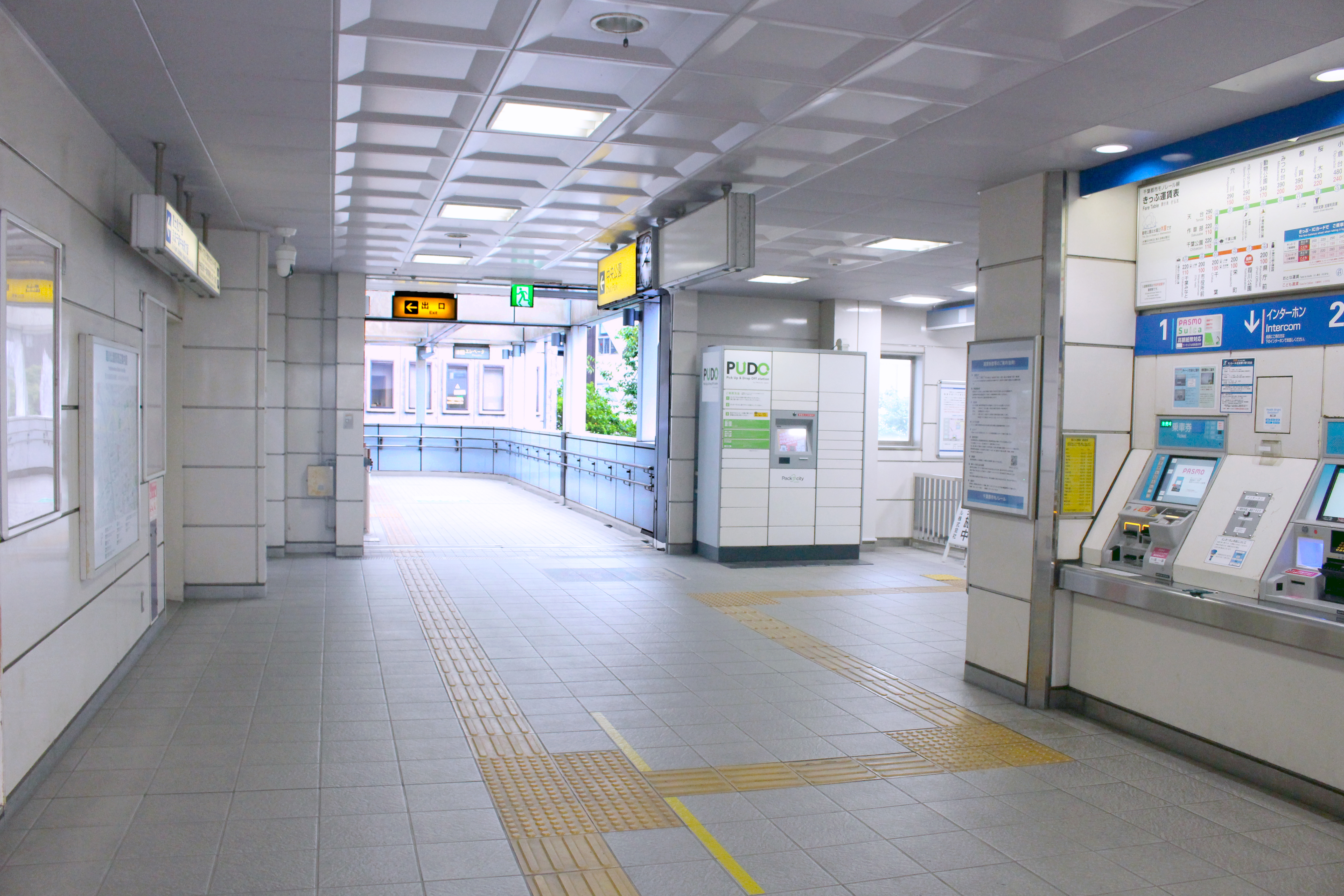
改札外コンコース（2024年7月）
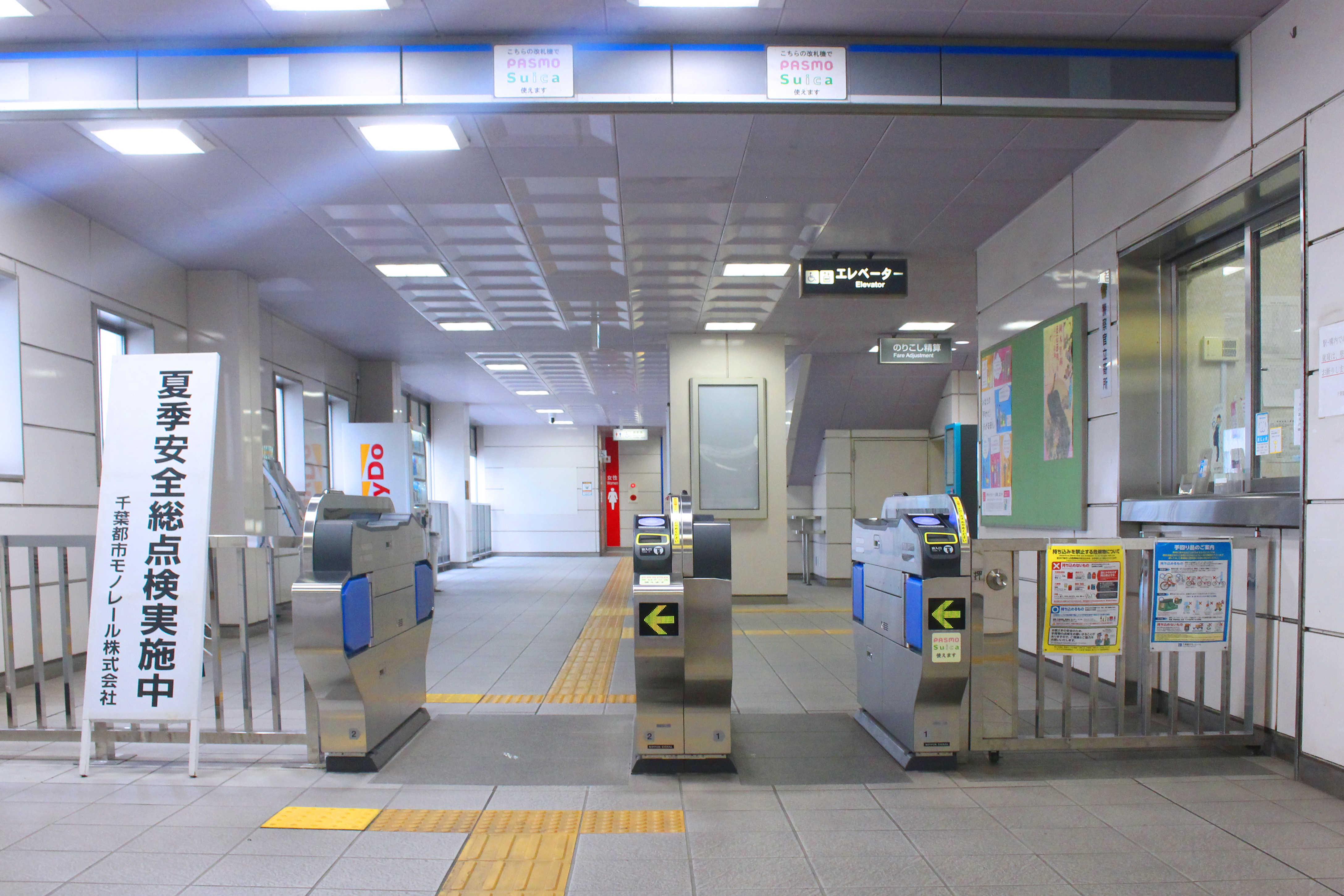
改札口（2024年7月）

のりば
| 番線 | 路線  | 行先                 |
| ---- | ----- | -------------------- |
| 1    | 1号線 | 県庁前方面           |
| 2    | 1号線 | 千葉・千葉みなと方面 |

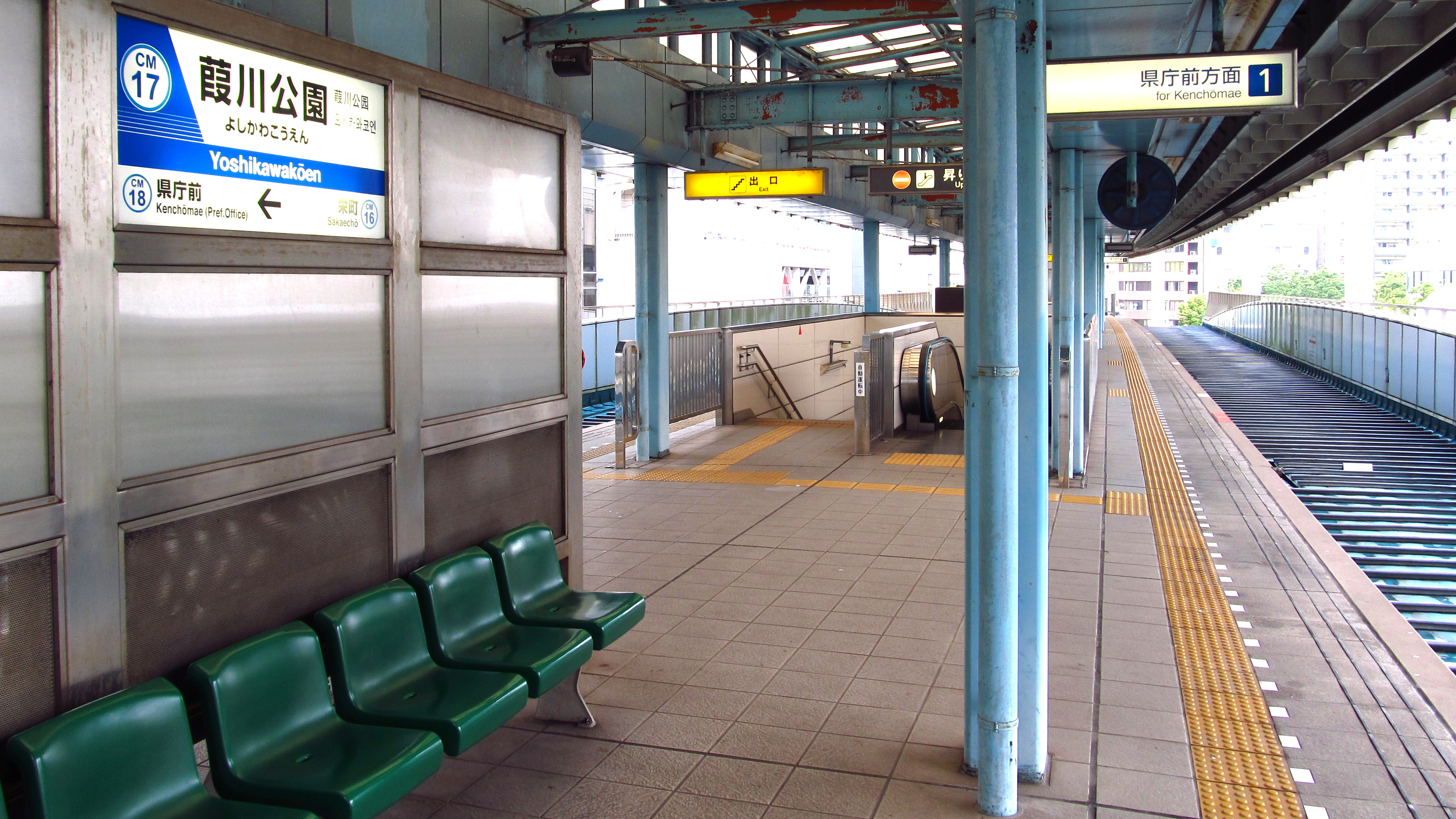
1・2番線ホーム（2019年7月）
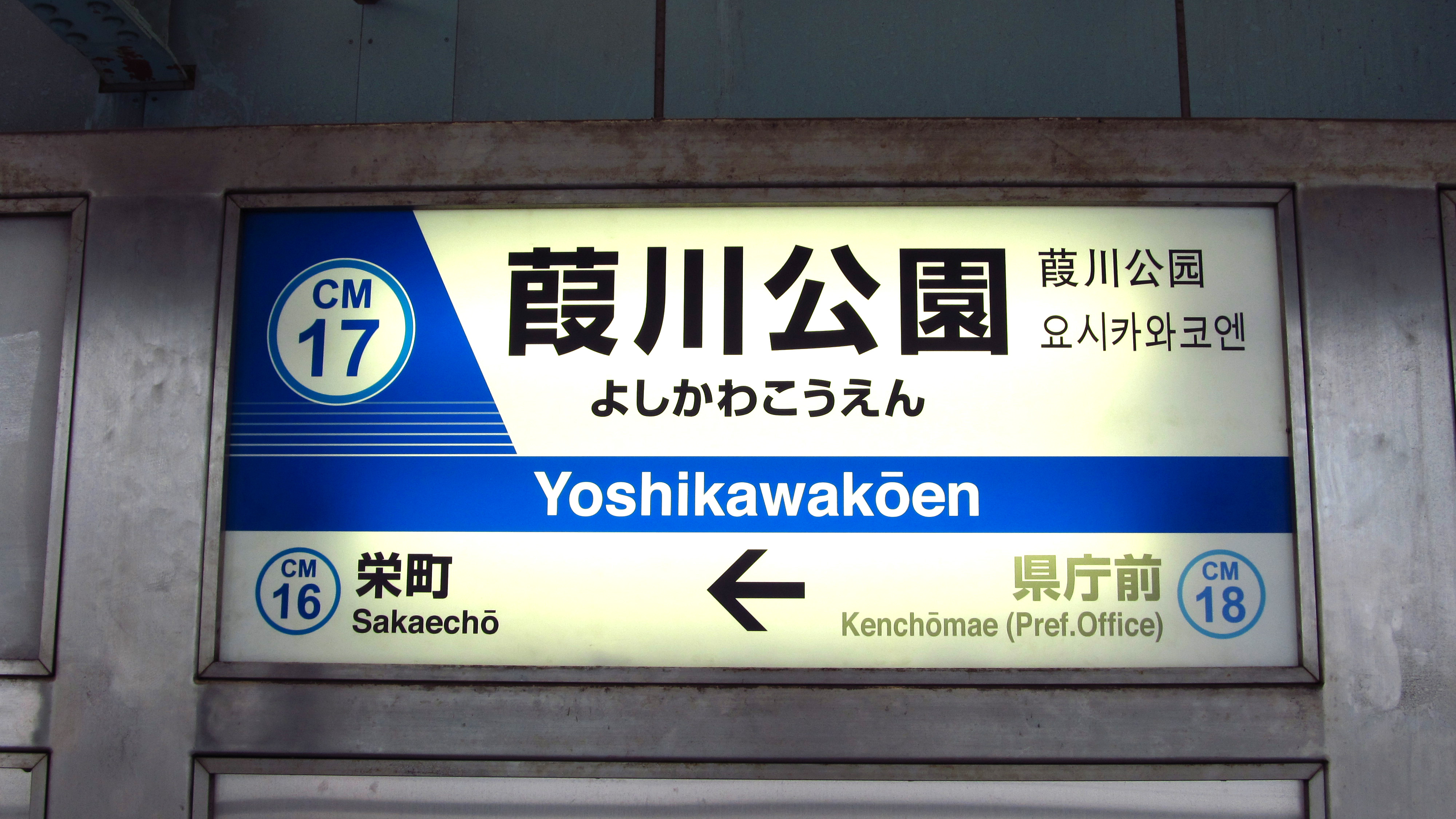
1・2番線駅名標（2019年7月）

## 利用状況
2019年度の1日平均乗車人員は1,020人である。千葉都市モノレールの駅では、18駅中14位。
近年の1日平均乗車人員推移は下記の通り。
| 年度   | 一日平均 乗車人員 |
| ------ | ----------------- |
| 1999年 | 790               |
| 2000年 | 815               |
| 2001年 | 793               |
| 2002年 | 765               |
| 2003年 | 731               |
| 2004年 | 676               |
| 2005年 | 637               |
| 2006年 | 668               |
| 2007年 | 811               |
| 2008年 | 822               |
| 2009年 | 746               |
| 2010年 | 777               |
| 2011年 |                   |
| 2012年 |                   |
| 2013年 |                   |
| 2014年 |                   |
| 2015年 |                   |
| 2016年 | 934               |
| 2017年 | 932               |
| 2018年 | 955               |
| 2019年 | 1,020             |

## 駅周辺

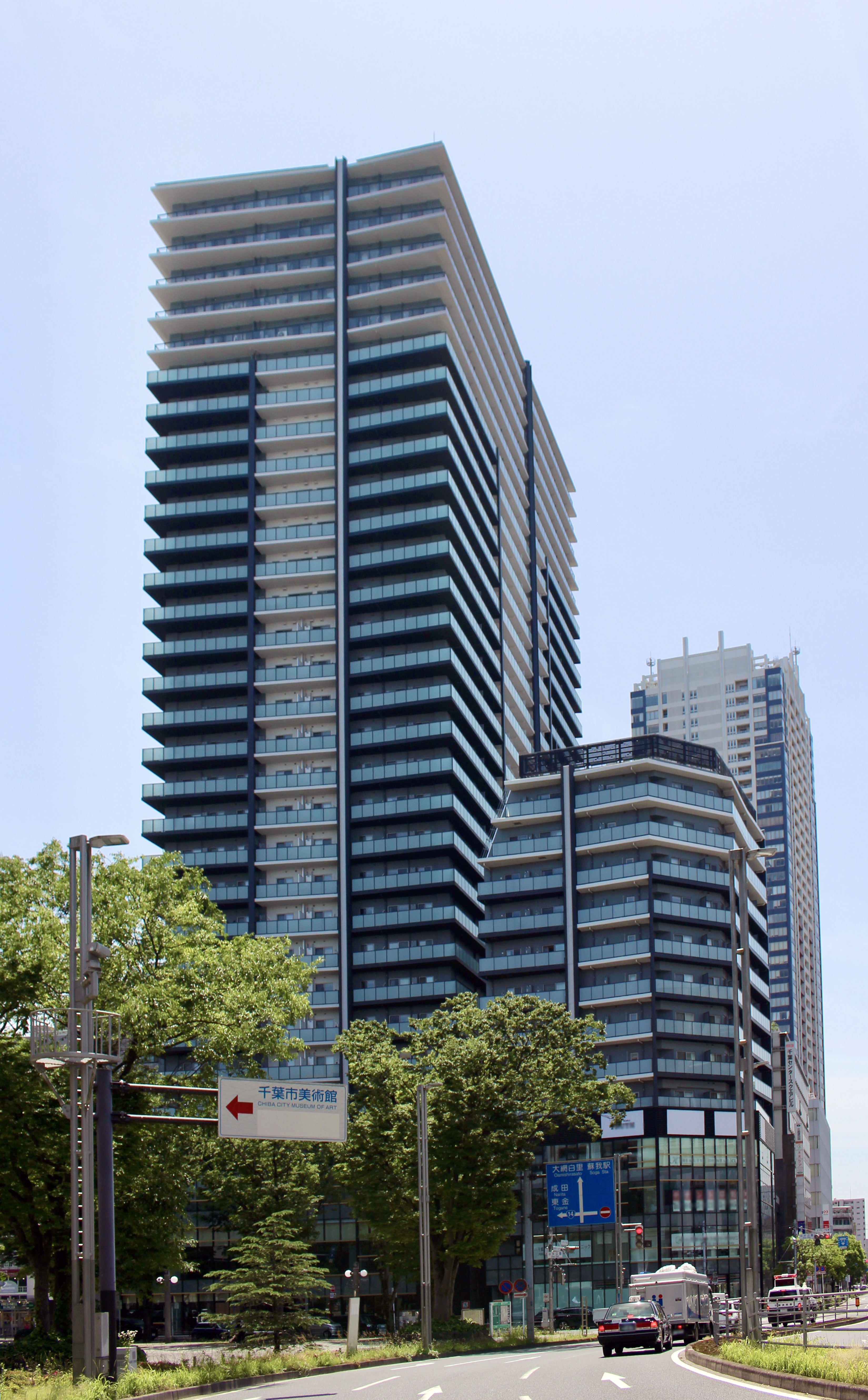
エクセレント ザ タワー

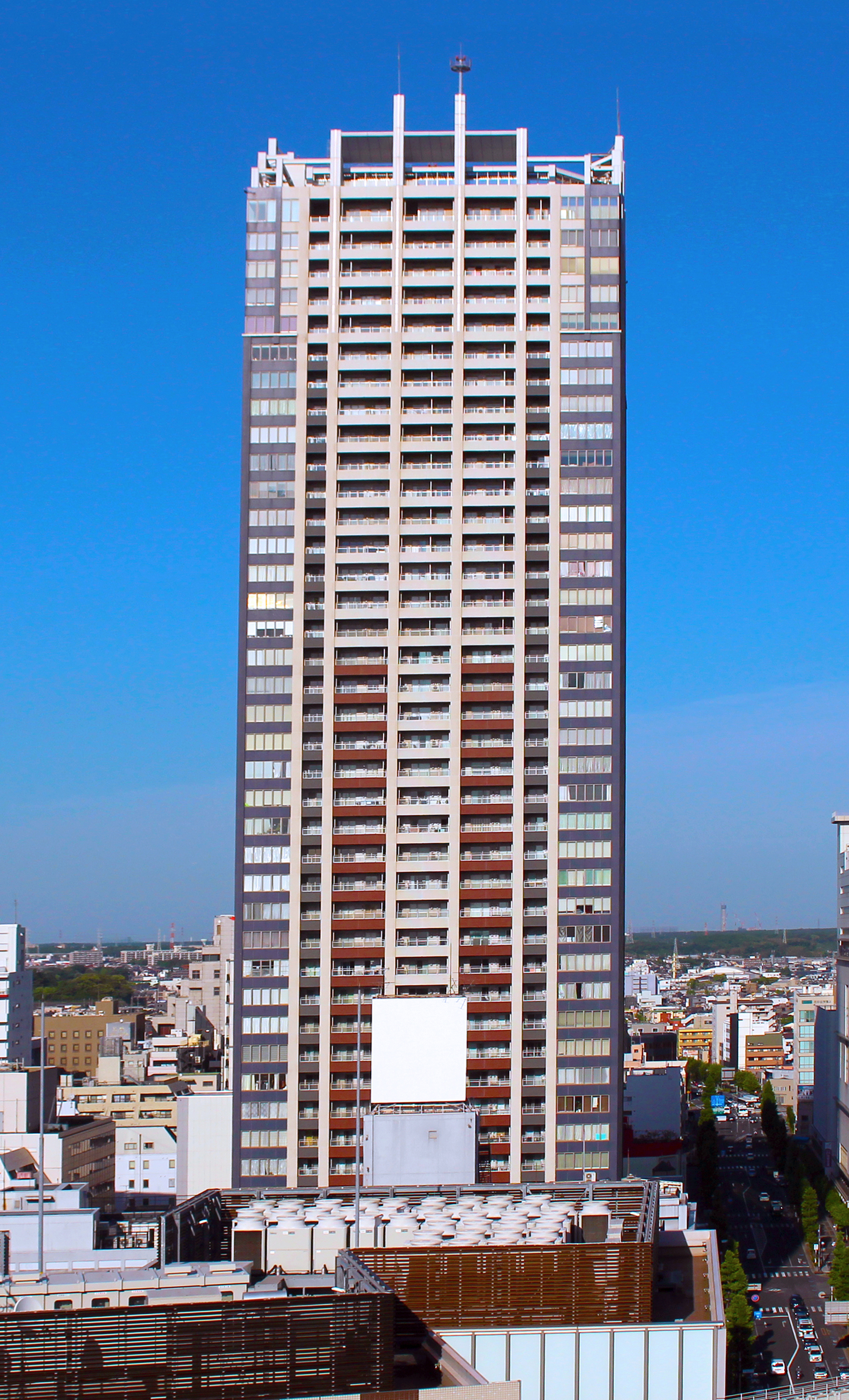
千葉セントラルタワー

千葉市中心街の中央部にある駅であり、中央地区の商業地に接する。駅の直下には葭川（よしかわ）が流れる葭川公園がある。駅南側の中央四丁目には行政機関が集約している。駅北側を国道14号（千葉都市モノレール1号線セントラルアーチ）、東側を国道126号が走る。
駅東側の中央二丁目から三丁目（千葉中央ツインビル2号館西側から東金街道）にかけて千葉銀座通りがある。飲食店、専門店などがある中心部型商店街である。

### 東側出入口方面

#### 中央一丁目
- 千葉中央警察署 本町交番
- 住生・りそな千葉ビル
  - りそな銀行 千葉支店
  - 住友生命保険 千葉支社

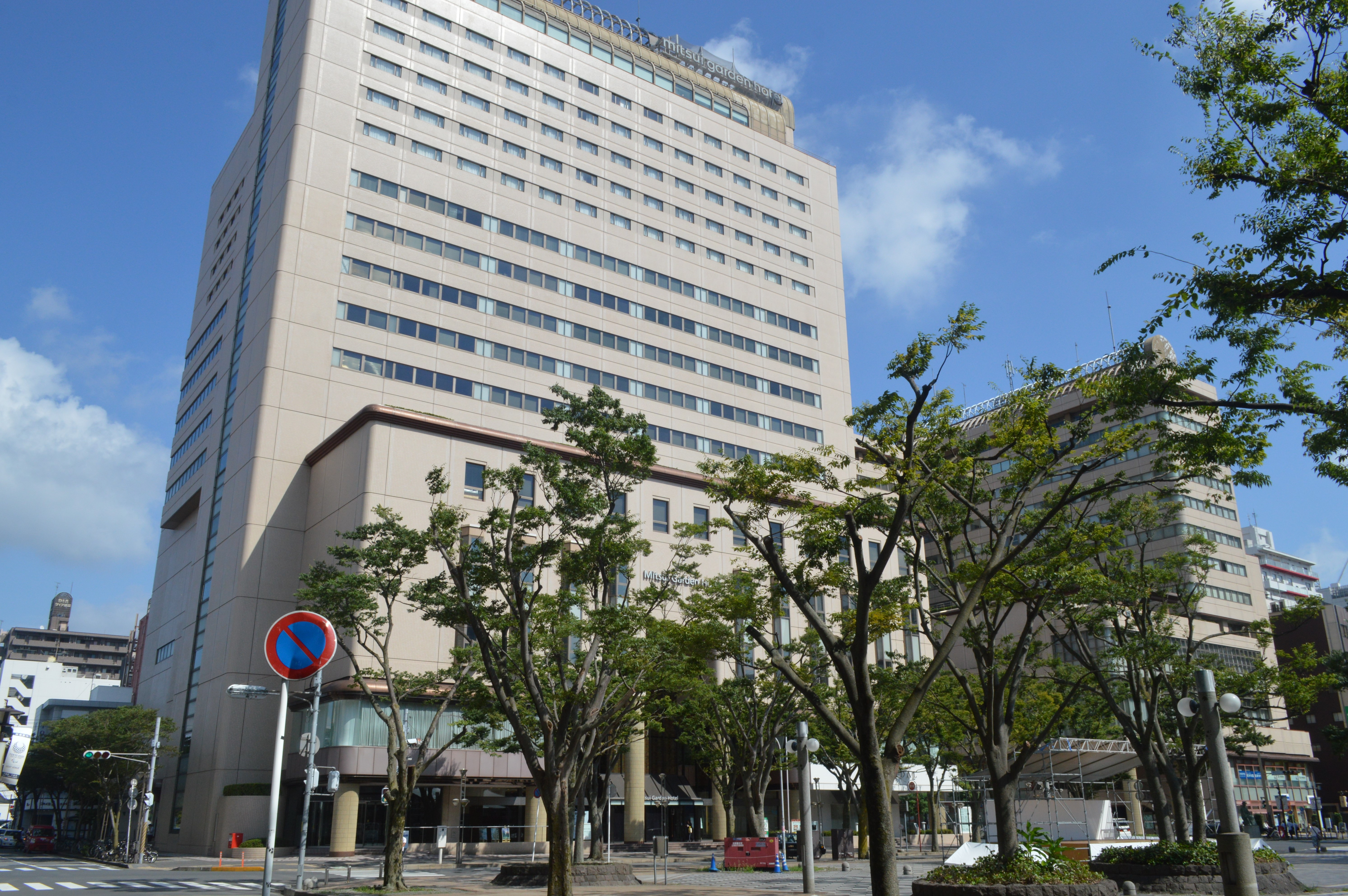
千葉中央ツインビル

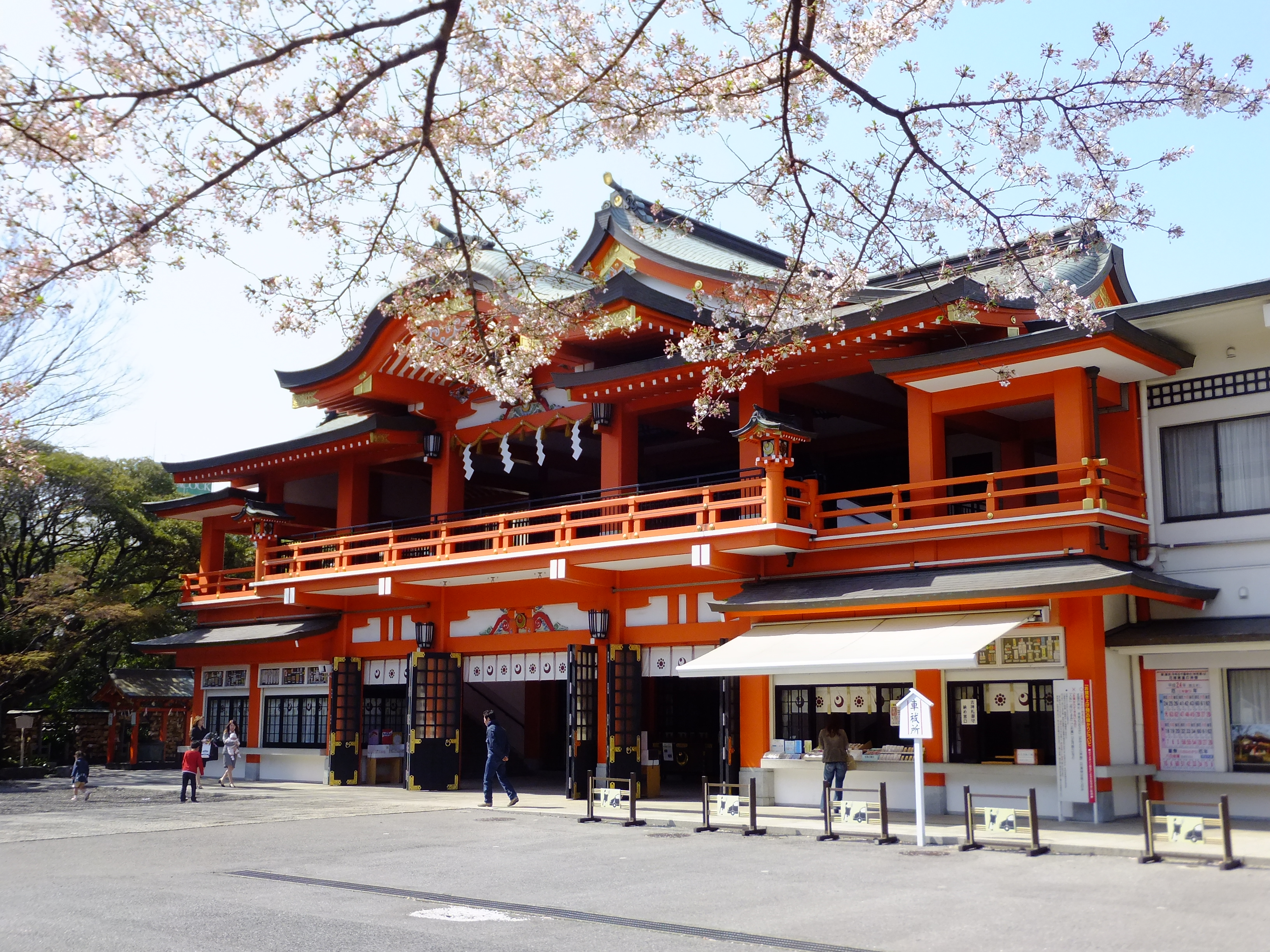
千葉神社

- 千葉中央ツインビル（1号館） - 三井ガーデンホテルのほか、三井グループの支社（三井不動産）を中心とした企業が入居している。
- 千葉市中央公園
- 通町公園
- 千葉神社（中央院内地区にあり通町公園に隣接）

#### 中央二丁目
- エクセレント ザ タワー
- 厚生労働省 関東信越厚生局千葉事務所
- 千葉中央ツインビル（2号館）
  - 千葉市文化センター
  - 千葉市民活動支援センター
  - 千葉商工会議所（千葉県商工会議所連合会）
  - 千葉県道路公社
  - 千葉銀行 中央支店
  - ちばぎん証券 本店営業部
- 千葉センタースクエアビル
  - 日本旅行 千葉支店
- 若葉郵便局（ゆうちょ銀行若葉店併設）
- 千葉信用金庫 本店
- スクールIE 千葉中央校
- フルーツすぎうら 本店
- フラワーヤマト 本社（アルスメール 本店）

#### 中央三丁目

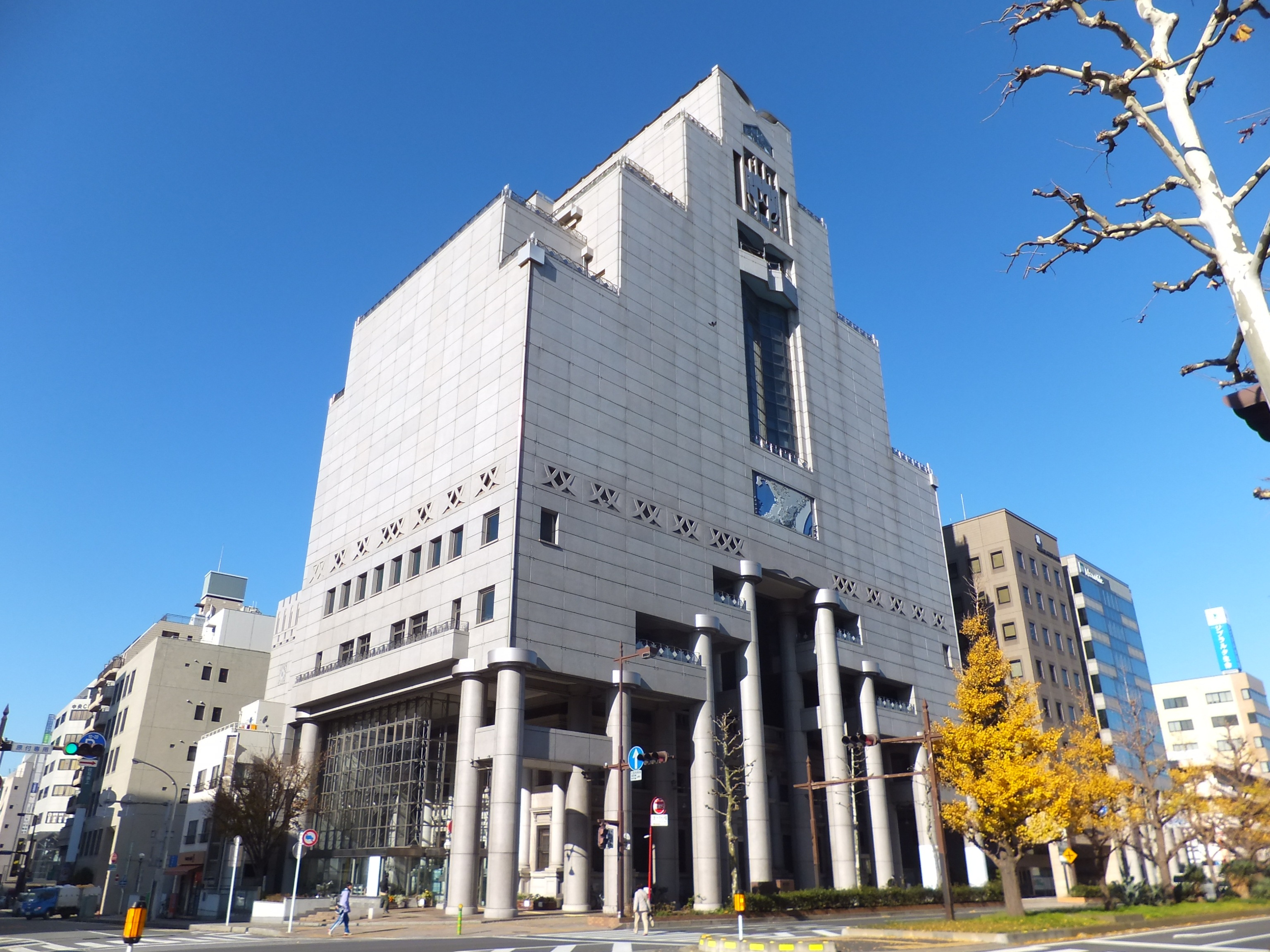
千葉市美術館

- 千葉市美術館
- 千葉劇場（映画館）
- 三菱UFJ信託銀行 千葉支店
- 京葉銀行 本町支店
- 朝日新聞 千葉総局
- 千葉セントラルタワー
- 大樹生命 千葉中央ビル
- 三恵シティホテル 千葉

#### 中央四丁目

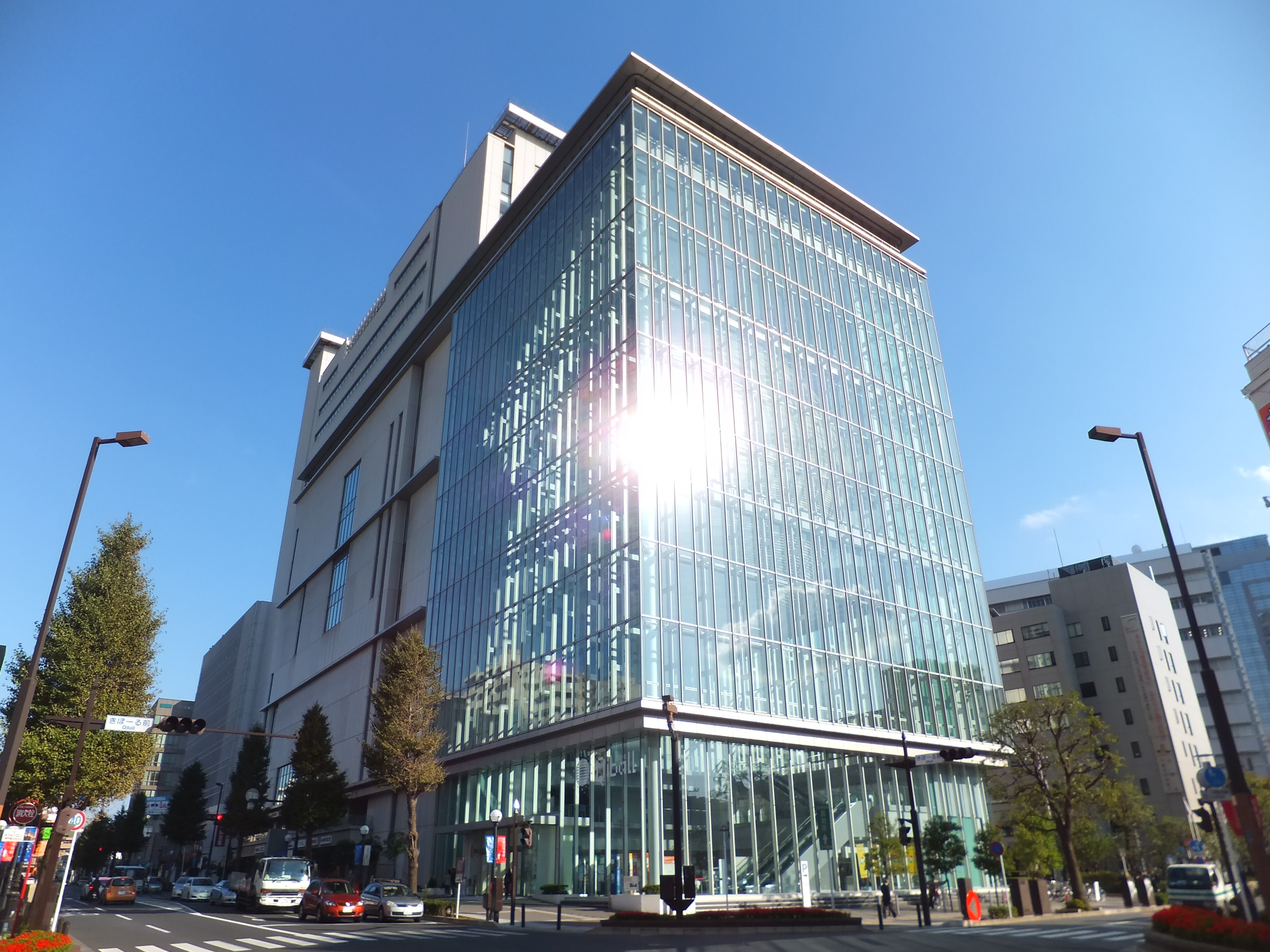
Qiball（きぼーる）

- Qiball（きぼーる） - 公共施設と商業施設が入居する複合施設
- 千葉第二地方合同庁舎
  - 厚生労働省 千葉労働基準監督署
  - 防衛省 北関東防衛局千葉防衛事務所
  - 千葉地方検察庁
  - 千葉区検察庁
  - 千葉地方法務局分室
  - 千葉労働局
- 千葉県教育会館
- 千葉県文書館
- 千葉県自治会館
- 千葉県建築士会 建築会館
- 千葉県建設会館ビル
  - 建設業労働災害防止協会 千葉県支部
  - 千葉県商工会連合会
- 千葉県酒造組合 千葉県酒造会館
- 千葉県弁護士会 千葉県弁護士会館
- 千葉中央四郵便局
- 中央労働金庫 千葉県庁前出張所
- 三井住友海上火災保険 MS千葉
- 千葉日報社
- 日本経済新聞 千葉支局
- 産経新聞 千葉総局
- 北斗山光明寺

### 西側出入口方面

#### 本千葉町
- 千葉中央駅（京成電鉄）
  - Mio（ミーオ）
  - 京成ホテルミラマーレ

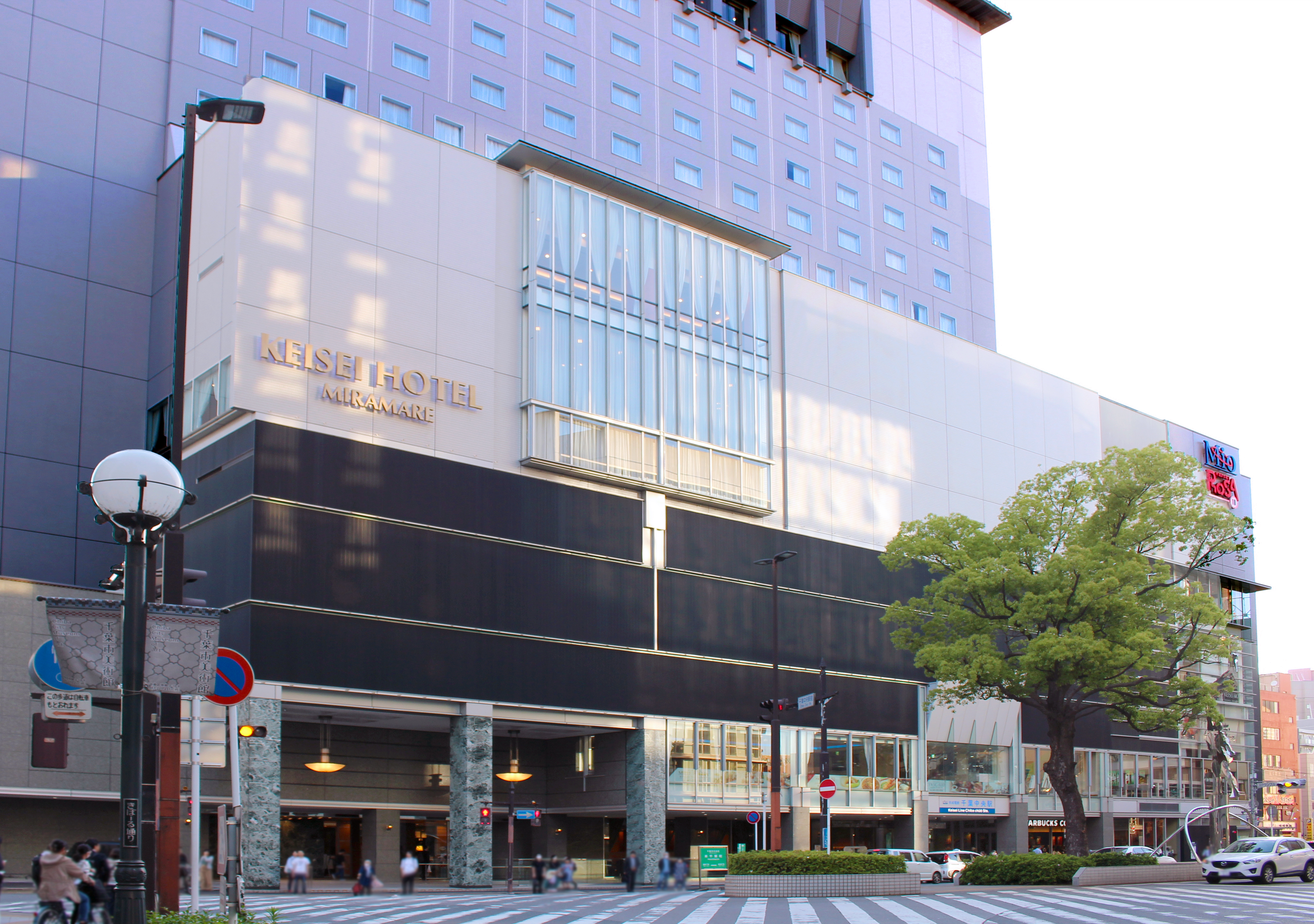
千葉中央駅（京成電鉄） 京成ホテルミラマーレ

  - 千葉ショッピングセンター シーワン（C-one）
- 農林水産省関東農政局千葉県拠点（旧千葉農政事務所）
- 国民年金基金 千葉支部
- 明聖高等学校 本校
- 飛鳥未来高等学校 千葉キャンパス
- 千葉医療秘書専門学校
- 千葉興業銀行 千葉支店
- 明治安田生命千葉ビル（明治安田生命保険 千葉支社）
- 太陽生命千葉ビル（太陽生命保険 千葉支社）
- 千葉県JA情報センター
- 千葉日産自動車 中央店
  - 日産レンタリース 千葉
- 本千葉公園

#### 富士見一丁目
妙見通りより南側。北側は栄町駅 (千葉県)#駅周辺を参照。
- 朝日生命千葉ビル
  - 岡三証券 千葉支店
  - 日能研 千葉校
- トライ式高等学院 千葉駅前キャンパス

#### 富士見二丁目

千葉EXビル

国道14号より南側。北側は千葉駅#駅周辺を参照。
- 東京電力ホールディングス 千葉総支社本館
- 東京電力労働組合 千葉地区本部
- 水戸証券 千葉支店
- 日本生命千葉ビル（日本生命保険 千葉支社）
  - 全国健康保険協会千葉支部
- 日本生命千葉富士見ビル
  - あおぞら銀行 千葉支店
  - みずほ証券 千葉支店
  - JTB 千葉支店
- 千葉EXビル

## バス路線
葭川公園東側の葭川公園前交差点に中央二丁目バス停留所がある。
千葉駅との間には、千葉中央バス、小湊鉄道などの路線バスが多数運行している。

## 隣の駅
千葉都市モノレール
 1号線
栄町駅（CM16） - 葭川公園駅（CM17） - 県庁前駅（CM18）